# Chelifera macedonica
Chelifera macedonica is een vliegensoort uit de familie van de dansvliegen (Empididae). De wetenschappelijke naam van de soort is voor het eerst geldig gepubliceerd in 1987 door Wagner & Niesiolowski.